# Selvdisciplin
Selvdisciplin er karakterstyrkens fundament. Selvdisciplin er evnen til at nå de mål, som man har sat sig ved at afstå fra en mindre belønning her og nu mod at opnå en større belønning senere.
Det har vist sig, at der er en stærkere forbindelse mellem elevernes selvdisciplin, høje karakterer og videregående uddannelse, end der er mellem elevernes intelligens, høje karakter og videregående uddannelse. 
Walter Michel undersøgte i en forsøgsrække evnerne hos 4 år gamle børn til at udsætte deres behov – den nok så berømte "marshmallow-test": Børnene blev instrueret i at de kunne trykke på en knap og få deres marshmallow ("skumfidus") med det samme, eller de kunne vælge at vente og få to i stedet for en marshmallow. De børn som klarede at vente under de mest krævende omstændigheder – de skulle vente med en marsmallow synlig foran sig – viste sig senere at få højere karakterer ved en Scholastic Aptitude Test (SAT), som er den amerikanske adgangseksamen for universitets-studier. Korrelationen mellem udholdt ventetid og test-score var 0.42 for SAT-verbal og 0.57 for SAT-qauntitative (matematisk). Der var ikke signifikant korrelation for de som ventede med belønningen skjult. Den opnåede korrelation var højere end tilsvarende korrelation for verbal intelligens-test gennemført for de 4-årige børn. 
Vi(Hvem?) ved også, at selvdisciplin er afgørende for om en iværksætter får succes, og vi ved, at en forskers selvdisciplin er afgørende for forskningskvalitet.[kilde mangler]
Man ved endnu ikke, hvor selvdisciplin kommer fra.
Om den er arvelig eller miljøbetinget, og faktisk ved man heller ikke præcis, hvad selvdisciplin er for noget.
I trækteorien baseret på spørgeskemaet NEO PI-R er "selvdisciplin" en såkaldt facet af karaktertrækket "samvittighedsfuldhed".
1. ↑  Michel,W. 1996 From good intentions to willpower, in P.M. Gollwitzer & J.A.Bargh (Eds.), The psychology of action: Linking cognitiion and motivation to behavior(pp. 197-218)New York, Guilford Press)